# Stamler Péter
Stamler Péter (Budapest, 1947. július 18. –) magyar nemzeti labdarúgó-játékvezető. Beceneve: Gyík. Polgári foglalkozása: anyagbeszerző.

## Pályafutása

### Labdarúgóként
Fiatal korában ismerkedett meg a labdarúgással, a Magyar Kábel csapatában kezdett futballozni. Társaihoz hasonlóan végigjárta a kikerülhetetlen létrát, volt serdülő, ifjúsági és felnőtt játékos. Felkészültségére jellemzően eleinte játékosedzőként, majd edzőként tevékenykedett. Nagyon nehezen tudta a Budapesti Labdarúgó-szövetség Játékvezető Bizottsága (JB) elnöke Kürti Imre rábeszélni, hogy játékvezetői pályafutásának elősegítése érdekében vegye komolyan a bíráskodást. Aktív játékvezetői pályafutása alatt a játékvezetői válogatott oszlopos tagja volt.

### Nemzeti játékvezetés
A játékvezetésből Budapesten vizsgázott. A Budapesti Labdarúgó-szövetség (BLSZ) által üzemeltetett labdarúgó bajnokságokban kezdte sportszolgálatát. A BLSZ JB minősítésével NB III-as, egyben országos utánpótlás bíró. A Magyar Labdarúgó-szövetség Játékvezető Testületének (JT) döntésével 1987-től NB II-es, majd 1989-től NB I-es játékvezető. Több nemzetek közötti válogatott és klubmérkőzésen volt a működő játékvezető segítő partbírója. Külföldön 11 alkalommal segédkezett. NB I-es mérkőzéseinek száma: 63.
| Időpont             | Helyszín                          | Mérkőzés típusa          | Mérkőzés                        | Eredmény |
| ------------------- | --------------------------------- | ------------------------ | ------------------------------- | -------- |
| 1989. szeptember 9. | Révész Géza utcai stadion, Siófok | első NB I-es mérkőzése   | Siófoki Bányász–Pécsi MSC       | 2 – 2    |
| 1995. november 30.  | Üllői úti Stadion, Budapest       | utolsó NB I-es mérkőzése | Ferencvárosi TC–Kispesti Honvéd | 3 – 1    |

#### Nemzeti kupamérkőzések
Vezetett kupa-döntők száma: 1.

##### Szabad Föld-kupa
A Szabad Föld-kupa, egy ezüst vándorserleg, amit a Szabad Föld újság támogatott. A kupán kívül a győztes csapat egy teljes garnitúra labdarúgó-felszerelésben is részesült.  A kupa létrehozásának célja volt, hogy a falusi és egyéb alsó osztályú labdarúgó csapatok is eredményesen versenyezhessenek egy országos kupában.
| Időpont          | Helyszín                        | Mérkőzés típusa | Mérkőzés               | Partbírók                  | Eredmény | Nézők száma |
| ---------------- | ------------------------------- | --------------- | ---------------------- | -------------------------- | -------- | ----------- |
| 1994. június 15. | Bozsik József Stadion, Budapest | döntő           | Kisszállás–Nyírcsaholy | Cserna László/Hidasi Gyula | 1 – 0    | 2500        |

### Magyar női labdarúgó-válogatott
A magyar női játékvezetői keretek felállításáig férfi játékvezetők irányították a női válogatott felkészülési mérkőzéseit.
| Időpont          | Helyszín             | Mérkőzés típusa             | Mérkőzés                 | Eredmény | Nézők száma |
| ---------------- | -------------------- | --------------------------- | ------------------------ | -------- | ----------- |
| 1993. április 9. | REAC pálya, Budapest | felkészülési (60. mérkőzés) | Magyarország–Olaszország | 0 – 2    | 500         |

## Edzőként
A Testnevelési Főiskolán középfokú edzői képesítést szerzett. A Ganz-Mávag SC csapatánál játékos edzőként tevékenykedett.

## Sportvezetőként
A MLSZ Játékvezető Bizottságánál (JB) Hévízi Ottót követően lett felelős a játékvezetők fizikai állóképességének biztosításáért. Országos ellenőr, a JB labdarúgó válogatott edzője.

## Szakmai sikerek
- 1991-ben a Nemzeti Sport újságíróinak osztályzatai alapján az 'Év Játékvezetője" címért folytatott versenyben Roxin György mögött, a 25 NB I-es játékvezető közül az előkelő negyedik helyen végzett.
- 2013-ban Berzi Sándor, az MLSZ alelnöke, egyben az MLSZ JB elnöke 35 éves vizsgája alkalmából emléktárgyat adott részére.

## Külső hivatkozások
- Solymosi Péter. szabadfold.hu. [2016. január 13-i dátummal az eredetiből archiválva]. (Hozzáférés: 2013. április 24.)
- Solymosi Péter. szabadfold.hu. [2014. július 17-i dátummal az eredetiből archiválva]. (Hozzáférés: 2013. április 24.)
- Solymosi Péter. szabadfold.hu. [2014. július 14-i dátummal az eredetiből archiválva]. (Hozzáférés: 2013. április 24.)
- Stamler Péter. focibiro.hu. (Hozzáférés: 2020. november 22.)
- Stamler Péter. szabolcsjb.hu. [2015. december 8-i dátummal az eredetiből archiválva]. (Hozzáférés: 2015. október 8.)
- Stamler Péter. nela.hu. (Hozzáférés: 2015. október 8.)

| Elődje: Bognár István | Szabad Föld-kupa döntő 1993–1994 | Utódja: Bognár István |